# Tangra Yumco
Der Salzsee Tangra Yumco liegt auf einer Höhe von über 4528 m am Fuß des Dargo-Berges (Targo Ri) am nördlichen Fuß des mittleren Gang Tise in einem Becken in der Hochlandsteppe des Changthang in Tibet. 
Er befindet sich im Kreis Nyima im Regierungsbezirk Nagqu des Autonomen Gebiets Tibet in der Volksrepublik China. Er ist einer der drei größten Seen Tibets. Berg und See werden von den Anhängern der Bön-Religion als heilig verehrt und sind wichtige Pilgerstätten.

## Zitat
„Nach den Überlieferungen versammeln sich alle Götter aus dem Zhangzhong-Reich [siehe Shangshung] auf dem Dargo-Berg im Kreis Nyima, der der wichtigste Gipfel der 360 Gipfel im Zhangzhong-Reich war. […] Die Göttin Cuomenlijiwangmucuo verwaltet den Tangra Yumco-See, 180 Flüsse und 180 Seen. Der See sieht wie ein Stößel aus und ist von Bergen umgeben. Vier Bäche münden in den See. An seinen vier Seiten gibt es jeweils eine Quelle, in der Pilger baden, um Krankheiten zu behandeln bzw. Sünden zu reinigen. Tangra Yumco ist [sic!] die Ruine der Stätte des Königs Limo des Zhangzhong-Reichs und eine Lehranstalt des buddhistischen Meisters Tamitage. Dargo und Tangra sind Wörter der Zhangzhong-Sprache [siehe Zhangzhung (Sprache)].“